# Franklin & Bash
Franklin & Bash ist eine US-amerikanische Dramedy-Fernsehserie, entwickelt von Kevin Falls und Bill Chais und mit Breckin Meyer und Mark-Paul Gosselaar in den Titelrollen. Produziert wurde sie von 2011 bis 2014 von Sony Pictures Television in Zusammenarbeit mit FanFare Productions, Four Sycamore Productions und Left Coast Productions für den US-Kabelsender TNT. Sie handelt von zwei jungen Anwälten, die in einer seriösen Anwaltsfirma für einen beidseitigen Kulturschock sorgen. Die Erstausstrahlung in den Vereinigten Staaten fand am 1. Juni 2011 bei TNT statt.

## Handlung
Die befreundeten Anwälte Jared Franklin und Peter Bash beginnen für die prominente Kanzlei Infeld-Daniels zu arbeiten, um den abgewirtschafteten Laden wieder auf Vordermann zu bringen.

## Figuren
Elmo „Jared“ FranklinFranklin ist ein selbstbewusster Anwalt und der Sohn eines berühmten Strafverteidigers. In Staffel 2 wird enthüllt, dass sein richtiger Vorname Elmo ist.
Peter BashEr ist Franklins bester Freund und juristischer Partner, der etwas reifer und besonnener ist. Bash hat immer noch leichte Gefühle für seine Ex-Freundin Janie.
Stanton InfeldStanton ist ein exzentrischer, leitender Partner in der prominenten Kanzlei Infeld-Daniels. Nachdem er Zeuge von Franklin und Bash unkonventionellen Techniken vor Gericht ist, heuert er die beiden aufgrund ihrer Ähnlichkeit mit ihm an.
Carmen PhillipsSie ist eine Ex-Strafgefangene, die für Franklin und Bash privat ermittelt.
Pindar „Pindy“ SinghEr arbeitet als Anwalt mit Franklin und Bash zusammen. Sie trafen sich während ihrer Schulzeit schon einmal.
Damien KarpDamien ist Stantons Neffe, der als Senior Partner für Infeld Daniels tätig ist. Er ist auf Franklin und Bash eifersüchtig, da die beiden einen schnellen Erfolg vorweisen können. Er war einmal in einer Beziehung mit Hanna Linden, trennte sich jedoch von ihr, da sie eine Beziehung zu einem Mitarbeiter hatte. Karp hat kein Interesse an der Übernahme der Firma, da er lieber Richter werden will.
Hanna LindenSie ist als Senior Partnerin für Infeld Daniels tätig und ist die Ex-Freundin von Damien, sie will wieder mit ihm zusammenkommen und versucht deshalb Damien mit Franklin eifersüchtig zu machen. Infeld sieht in ihr die Zukunft der Firma, wenn er eines Tages sein Amt als geschäftsführender Gesellschafter aufgibt. Linden war ein Mitglied der ROTC und nach ihrer Zeit in der juristischen Fakultät war sie für ein Jahr in der United States Navy als JAG Anwalt tätig. Sie verließ nach dem Ende der zweiten Staffel die Kanzlei.
Rachel Rose KingKing ist eine Strafverteidigerin, die zu Beginn der dritten Staffel in die Kanzlei als Gesellschafterin ein tritt. Ab diesem Zeitpunkt heißt die Firma Infeld, Daniels, und King.

## Produktion
Die Idee zur Serie kam von dem US-amerikanischen Fernsehsender TBS, der im Februar 2010 eine Pilotfolge bestellte, die von Kevin Falls und Bill Chais entwickelt wurde. Im März 2010 wurden die Hauptrollen mit Breckin Meyer und Mark-Paul Gosselaar besetzt. Dem Projekt folgten Malcolm McDowell, Dana Davis und Garcelle Beauvais. Die Dreharbeiten zur Pilotfolge fanden Ende März bis Anfang April 2010 in Atlanta statt.

## Synchronisation
Die deutsche Synchronisation wurde von der Firma Scala Media GmbH in München durchgeführt. Dialogregie führte Martin Halm nach Dialogbüchern von Halm, Eva Schaaf, Simon Mora und Stefan Sidak.

## Besetzung
| Schauspieler        | Rollenname            | Hauptrolle | Synchronisation          |
| ------------------- | --------------------- | ---------- | ------------------------ |
| Breckin Meyer       | Elmo „Jared“ Franklin | 1–4        | Patrick Schröder         |
| Mark-Paul Gosselaar | Peter Bash            | 1–4        | Manou Lubowski           |
| Malcolm McDowell    | Stanton Infeld        | 1–4        | Wolfgang Condrus         |
| Dana Davis          | Carmen Phillips       | 1–3        | Anne Helm                |
| Kumail Nanjiani     | Pindar „Pindy“ Singh  | 1–3        | Manuel Straube           |
| Reed Diamond        | Damien Karp           | 1–4        | Victor Neumann           |
| Garcelle Beauvais   | Hanna Linden          | 1–2        | Claudia Urbschat-Mingues |
| Heather Locklear    | Rachel Rose King      | 3          | Claudia Lössl            |
| Toni Trucks         | Anita Herrera         | 4          | Manja Doening            |
| Anthony Ordonez     | Dan Mundy             | 4          | Leonhard Mahlich         |

## Ausstrahlung

### Vereinigte Staaten
Die Premiere der Serie fand am 1. Juni 2011 auf TNT statt. Die Pilotfolge wurde von 2,74 Millionen Zuschauern angesehen. In den darauffolgenden Wochen wurden durchschnittlich 2,61 Millionen bis 2,88 Millionen Amerikaner erreicht. Ab der fünften Folgen ließ das Interesse an der Serie leicht nach, sodass sich die Zuschauerzahlen um die 2,5 Millionen einpendelte. Das Staffelfinale, welches am 3. August 2011 ausgestrahlt wurde, erreichte 2,54 Millionen Zuschauern. Im Schnitt wurde die erste Staffel von 2,64 Millionen Zuschauer verfolgt.
Die zweite Staffel lief zwischen dem 5. Juni und dem 12. August 2012 auf dem Sender. Die Zuschauerzahlen stiegen im Vergleich zur ersten Staffel an, sodass mit der vierten Folge eine Reichweite von 3,57 Millionen erreicht wurde. Die zweite Staffel erreichte durchschnittlich 2,88 Millionen Zuschauer.
Die Ausstrahlung der dritten Staffel begann am 19. Juni 2013 mit einer Doppelfolge. Die Einschaltquoten gingen im Vergleich zu den ersten beiden Staffel deutlich auf 1,97 Millionen Zuschauer zurück.
Im Oktober 2013 teilte TNT mit, dass eine vierte Staffel mit 10 Episoden in Auftrag gegeben wurde. Deren Ausstrahlungsbeginn hat der Sender für den 20. August 2014 angekündigt.

### Deutschland
Die Ausstrahlungsrechte für Deutschland hat sich die ProSiebenSat.1 Media gesichert.
Der dazugehörige Free-TV-Sender Kabel eins strahlte die erste Staffel der Serie ab dem 7. November 2014 aus. Ursprünglich sollte die zweite Staffel ab Januar 2015 ebenfalls auf kabel eins zu sehen sein, aufgrund der schwachen Quoten wurde die Ausstrahlung allerdings verschoben. Im Juli gab man schließlich bekannt, dass die Erstausstrahlung der zweiten Staffel ab dem 28. August 2015 auf dem Pay-TV-Sender Sat.1 Emotions erfolgen soll. Bis zum 30. Oktober 2015 strahlte Sat.1 Emotions schließlich alle verbleibenden Folgen der Serie aus.